# PCM30
PCM30 bezeichnet eine Anwendung des mit Puls-Code-Modulation (PCM) beschriebenen Verfahrens, bei dem ein analoges Signal binär codiert wird. Zur Anwendung kommt es beispielsweise beim Telefonieren.
Der Begriff wird heute meist als Synonym für das 30 • 64-kbit/s-Signal verwendet. Diese Bitrate wird auch in der ersten Stufe der europäischen PDH-Technik verwendet, weswegen PCM30 auch als E1 bezeichnet wird.
Ursprünglich bezeichnete es ein Gerät in der Nachrichtentechnik, das 30 analoge Telefonsignale in einen digitalen Bitstrom von 2048 kbit/s umsetzen kann.

## Das PCM30-System
Das PCM30-Grundsystem wurde und wird in der digitalen Vermittlungstechnik Europas eingesetzt und dient zur digitalen Übertragung des Telefonverkehrs. Es hat 30 Codierer, die jeweils einen Telefonkanal in ein 8-Bit-Digitalwort (Byte) umsetzen können. Die 30 Bytes werden, zusammen mit einem Rahmenkennungswort und einem Kennzeichenkanal, byteweise nacheinander gesendet (Multiplexer). Somit entsteht ein 32 Byte großer Rahmen. In Empfangsrichtung werden die 30 Kanäle wieder mittels eines Demultiplexers an die 30 Digital-Analog-Umsetzer verteilt; es entstehen wieder analoge Signale. Der Zeitschlitz 0 wird als Rahmenkennungswort und als Meldewort verwendet. Diese werden abwechselnd gesendet. Zeitschlitz 16 wird als Kennzeichenkanal für die Sprechkanäle verwendet. Jedem Sprechkanal sind 4 Bit zugeordnet, die nacheinander in 16 Rahmen gesendet werden, es entsteht ein Überrahmen mit einer Frequenz von 500 Hz und einer Länge von 16 ⋅ 32 ⋅ 8 = 4096 Bit.

### Aufbau des PCM30-Rahmen

Aufbau PCM30-Rahmen

Erklärung der Verwaltungskanäle 0 und 16
Diese Kanäle sind wie jeder PCM30-Kanal 8 Bit breit.
Ungeradzahliger Frame, Kanal 0
Der Kanal 0 überträgt das Rahmen-Kennungswort. Da das Kennungswort nur 7 Bit lang ist, wurde das achte Bit in späteren Anwendungen als zusätzliche Prüfsumme (CRC4-Bit) verwendet. Beim PCM30-System wurde das oberste Bit nicht verwendet. Das Rahmenkennungswort wird in jedem zweiten Frame übertragen, es wechselt sich also mit dem Meldewort ab, und dient der Synchronisation.
Geradzahliger Frame, Kanal 0
Dieser enthält das Meldewort. Dieses dient zur Alarmierung von Störungen im System. Auch hier ist das Meldewort nur 7 Bit lang, das achte Bit wird zur Überrahmensynchronwortbildung genutzt.
Kanal 16
Der Kanal 16 überträgt die Kennzeicheninformation für zwei Teilnehmeranschlüsse, je 4 Bit. Sie dienen der Übermittlung und Steuerung der entfernten Vermittlungsstelle für die einzelnen Sprechkanäle.
Organisation der Kennzeichenkanäle
Kanal 0 mit dem Mehrfachrahmenkennwort, Kanal 16 mit dem Überrahmenkennwort. Es werden jeweils 16 125-µs-Grundrahmen zu einer 2-ms-Einheit zusammengefasst und eigenständig synchronisiert.

### Funktionsweise (Kurzfassung)
Die analogen Eingangssignale werden zunächst über einen Tiefpass begrenzt. Danach werden die Signale zyklisch vom Multiplexer mit einer Frequenz von 8 kHz abgetastet. Es entsteht ein PAM-Signal aller zugeführten Signale. Dieses wird nach der A-Kennlinie hörgerecht quantisiert und von einem 'A/D-Wandler' als 8-Bit-Wort binär codiert. Da in jeder Sekunde 8000 Abtastungen mit jeweils 8 Bit gemacht werden, entsteht daraus jeweils ein Bitstrom mit 64 kbit/s. In der Summe aller 32 Kanäle (30 Telefonkanäle + 2 Verwaltungskanäle) die Bitrate von 2048 kbit/s.
Für die Übertragung ist das bisher noch binäre Signal nicht geeignet. Leitergebundene Übertragung verlangt Gleichstromfreiheit und ständige Synchroninformation. Der binäre Bitstrom wird daher über die Zwischenstufe des AMI-Codes in den HDB3-Code umcodiert. Der gesamte Bitstrom von 32 Fernsprechkanälen wird HDB3-codiert mit 2,048 Mbit/s an die ferne Gegenstelle übertragen.
Entfernungen größer als etwa 3,5 km werden mit Regeneratoren, der sogenannten Leitungsausrüstung überbrückt.
Seit 2005 werden in Deutschland jedoch keine PCM30-Strecken mehr auf HDB3-Basis bereitgestellt. Stattdessen kommt der 2B1Q-Code zum Einsatz, welche die Baudrate (Vs) bei gleichbleibender Übertragungsrate (Vü) halbiert und es ermöglicht, die Signalübertragung in ein niedrigeres Frequenzband zu verlegen. Dies wiederum wirkt sich positiv auf die Dämpfung des Signals und seiner Reichweite aus.

### Daten des PCM30-Systems
- Kanalzahl (Zeitschlitze): 32
- Anzahl Fernsprechkanäle: 30
- Rahmendauer: 125 µs
- Kanaldauer: 3,9 µs
- Kanalbitzahl: 8 bit
- Bitdauer: 0,488 µs
- Bitrate: 2048 kbit/s (2,048 Mbit/s)
- Bitrate pro Kanal: 64 kbit/s
- Taktfrequenz: 8 kHz